# Ooo Baby Baby
Singles de Miracles
Come On Do the Jerk
(1964) The Tracks of My Tears
(1965)
Ooo Baby Baby est une chanson du groupe vocal masculin américain The Miracles.
Elle a été écrite par les membres du groupe Smokey Robinson et Pete Moore et produite par Smokey Robinson.
Publiée en single sur le label Tamla en mars 1965, la chanson a atteint la 16e place du Hot 100 du magazine musical américain Billboard, passant en tout 11 semaines dans le chart.
En 2004, Rolling Stone a classé cette chanson, dans la version originale de Smokey Robinson et les Miracles, 262e sur sa liste des « 500 plus grandes chansons de tous les temps », puis 266e dans sa nouvelle liste de 2010.
la chanson a été reprise sur l’album « 18 » de Jeff beck et Johnny depp en 2022.

## Version de Linda Ronstadt
Singles de Linda Ronstadt
Back in the U.S.A.
(1978) Just One Look
(1979)
La chanson a notamment été reprise (sous le titre Ooh Baby Baby) par Linda Ronstadt sur son 9e album studio, intitulé Living in the USA et sorti (aux États-Unis) en  septembre 1978. Sa version a également été publiée en single (en octobre de la même année).